# ایزوتا فراشینی
ایزوتا فراشینی (انگلیسی: Isotta Fraschini) شرکت خودروسازی ایتالیایی بود، که در سال ۱۹۰۰ تأسیس شد.